# 異世奇人 (系列8)
英國科幻電視劇《異世奇人》的系列8共有12集，於2013年5月20日獲得英國廣播公司正式預訂。史蒂芬·莫法特擔任本系列的首席編劇，與布瑞恩·明欽同為執行製片人。本系列於2005年復活后的第8季，整個系列的第34季。
彼得·卡帕爾蒂飾演類人外星人第十二任博士，一位能夠通過TARDIS穿越時空的時間領主。珍娜·科爾曼飾演博士的同伴克拉拉·奧斯瓦德。塞繆爾·安德森劇中飾演一個常規角色，克拉拉的男朋友丹尼·平克。本系列故事主要圍繞米歇爾·戈麥斯所飾演的女法師蜜西（Missy）展開。
史蒂芬·莫法特直接參與了其中的7集劇本創作，單獨署名了4集，剩下3集為聯合編劇。其餘的編劇有馬克·加蒂斯、斯蒂芬·汤普森、菲爾·福特、加雷斯·羅伯茨、彼特·哈尼斯和傑米·麥瑟森（2集），以及小說家弗蘭克·科特雷爾-博伊斯。本系列於2014年1月6日開始拍攝，持續7個月至8月6日完成。
本系列的首播集有917萬觀眾觀看，是2010年以來的最高收視，季終集觀看人數為760萬，較上一系列的季終集提高15萬人。本系列收到了劇評人很高的評價，包括劇本和導演，以及彼得·卡帕爾蒂、珍娜·科爾曼、米歇爾·戈麥斯和塞繆爾·安德森的表演。

## 劇集
| 故事 | 集數 | 標題                        | 譯名           | 導演              | 編劇                         | 首播日期       | 英國收視 (百萬) | 指數 |
| ---- | ---- | --------------------------- | -------------- | ----------------- | ---------------------------- | -------------- | --------------- | ---- |
| 242  | 1    | Deep Breath                 | 深呼吸         | 班·懷特利         | 史蒂芬·莫法特                | 2014年8月23日  | 9.17            | 82   |
| 243  | 2    | Into the Dalek              | 戴立克之心     | 班·懷特利         | 菲爾·福特、史蒂芬·莫法特     | 2014年8月30日  | 7.29            | 84   |
| 244  | 3    | Robot of Sherwood           | 舍伍德的機器人 | 保羅·墨菲         | 馬克·加蒂斯                  | 2014年9月6日   | 7.28            | 82   |
| 245  | 4    | Listen                      | 聽             | 道格拉斯·馬金農   | 史蒂芬·莫法特                | 2014年9月13日  | 7.01            | 82   |
| 246  | 5    | Time Heist                  | 超時空劫案     | 道格拉斯·馬金農   | 斯蒂芬·汤普森、史蒂芬·莫法特 | 2014年9月20日  | 6.99            | 84   |
| 247  | 6    | The Caretaker               | 管理員         | 保羅·墨菲         | 加雷斯·羅伯茨、史蒂芬·莫法特 | 2014年9月27日  | 6.82            | 83   |
| 248  | 7    | Kill the Moon               | 殺死月球       | 保羅·威姆斯赫斯特 | 彼特·哈尼斯                  | 2014年10月4日  | 6.91            | 82   |
| 249  | 8    | Mummy on the Orient Express | 快車魅影       | 保羅·威姆斯赫斯特 | 傑米·麥瑟森                  | 2014年10月11日 | 7.11            | 85   |
| 250  | 9    | Flatline                    | 維度陷落       | 道格拉斯·馬金農   | 傑米·麥瑟森                  | 2014年10月18日 | 6.71            | 85   |
| 251  | 10   | In the Forest of the Night  | 一夜成林       | 謝莉·福克森       | 弗蘭克·科特雷爾-博伊斯       | 2014年10月25日 | 6.92            | 83   |
| 252a | 11   | Dark Water                  | 暗影之水       | 雷切爾·塔拉裏     | 史蒂芬·莫法特                | 2014年11月1日  | 7.34            | 85   |
| 252b | 12   | Death in Heaven             | 亡命天堂       | 雷切爾·塔拉裏     | 史蒂芬·莫法特                | 2014年11月8日  | 7.60            | 83   |

## 資料來源
1. ↑  . 電視指南. 2013年5月20日  [2018年6月25日]. （原始内容存档于2014-11-13） （英语）.
2. 1 2  . Doctor Who News.   [2019-06-18]. （原始内容存档于2015-10-18） （英国英语）.

## 外部連結
- 官方网站
- 《Doctor Who》各集列表 来自互联网电影数据库